# 9009 Tirso
9009 Tirso è un asteroide della fascia principale. Scoperto nel 1984, presenta un'orbita caratterizzata da un semiasse maggiore pari a 2,2638469 UA e da un'eccentricità di 0,1431140, inclinata di 2,98955° rispetto all'eclittica.
L'asteroide è dedicato al circolo TIRSO (acronimo per Tutti Insieme Ridendo Sorseggiando Osservando) fondato dallo scopritore per una gioiosa divulgazione dell'astronomia e che a sua volta richiama il tirso, il bastone intrecciato da rami di vite e di edera che termina con una pigna, usato come scettro da Dioniso.